# Адамс, Никола
Никола Адамс (англ. Nicola Adams; род. 26 октября 1982, Лидс, Уэст-Йоркшир) — профессиональная британская спортсменка-боксёр, двукратная олимпийская чемпионка (2012 и 2016), чемпионка мира среди любителей 2016 года, чемпионка Европы, победительница Европейских игр и Игр Содружества. Офицер ордена Британской империи (OBE).

## Биография
Родилась в 1982 году в Лидсе. Свой первый боксёрский поединок провела в 13 лет. В 2003 году впервые стала чемпионкой Англии среди любителей, и защитила этот титул три раза подряд. В 2007 году завоевала серебряную медаль чемпионата Европы. В 2008 году стала серебряной призёркой чемпионата мира, но в следующем году была вынуждена временно прекратить спортивную активность из-за травмы спины, полученной в результате падения с лестницы.
В 2010 году Никола Адамс вернулась на ринг, опять став серебряной призёркой чемпионата мира. В 2011 году стала чемпионкой Европы. В 2012 году она вновь стала серебряной призёркой чемпионата мира, а на Олимпийских играх в Лондоне завоевала золотую медаль, став первой в истории олимпийской чемпионкой в женском боксе. Так как она является открытой бисексуалкой, то газета «The Independent» назвала её после этого «самой влиятельной ЛГБТ-персоной Великобритании».
В 2014 году Никола Адамс стала чемпионкой Игр Содружества. В 2015 году завоевала золотую медаль Европейских игр.
8 апреля 2017 года в Манчестере провела свой первый профессиональный бой.